# Tiago Gabriel
Tiago Gabriel Coelho Oliveira (Montauban, 26 dicembre 2004) è un calciatore portoghese, difensore del Lecce.

## Caratteristiche tecniche
Di piede destro, Tiago Gabriel è un difensore centrale forte fisicamente, irruento nei contrasti e abile nel gioco aereo. Dispone anche di una buona tecnica di base e all'occorrenza può giocare anche da terzino destro.

## Carriera

### Inizi ed Estrela Amadora
Cresciuto nei settori giovanili di Sporting Lisbona, Vitória Setúbal ed Estrela Amadora, nel 2024 è stato promosso nella prima squadra dell'Estrela Amadora. Il 31 agosto 2024 ha debuttato nel calcio professionistico giocando da titolare l'incontro di Primeira Liga perso per 1-0 contro il Casa Pia. Il 23 dicembre seguente ha segnato il suo primo gol tra i professionisti, decidendo l'incontro di Primeira Liga vinto in casa per 1-0 contro il Rio Ave.

### Lecce
Il 28 gennaio 2025 viene ingaggiato dal Lecce a titolo definitivo per circa 2 milioni di euro, firmando un contratto di due anni e mezzo, con opzione per due ulteriori stagioni. Esordisce in Serie A e con il Lecce il 12 aprile 2025, nella sconfitta per 2-1 sul campo della Juventus.

## Statistiche

### Presenze e reti nei club
Statistiche aggiornate al 12 aprile 2025.
| Stagione        | Squadra         | Campionato      | Campionato | Campionato | Coppe nazionali | Coppe nazionali | Coppe nazionali | Coppe continentali | Coppe continentali | Coppe continentali | Altre coppe | Altre coppe | Altre coppe | Totale | Totale | Totale |
| Stagione        | Squadra         | Comp            | Pres       | Reti       | Comp            | Pres            | Reti            | Comp               | Pres               | Reti               | Comp        | Pres        | Reti        | Pres   | Reti   |        |
| --------------- | --------------- | --------------- | ---------- | ---------- | --------------- | --------------- | --------------- | ------------------ | ------------------ | ------------------ | ----------- | ----------- | ----------- | ------ | ------ | ------ |
| 2024-gen. 2025  | Estrela Amadora | PL              | 11         | 1          | CP+CdL          | 0               | 0               | -                  | -                  | -                  | -           | -           | -           | 11     | 1      |        |
| gen.-giu. 2025  | Lecce           | A               | 1          | 0          | CI              | -               | -               | -                  | -                  | -                  | -           | -           | -           | 1      | 0      |        |
| Totale carriera | Totale carriera | Totale carriera | 12         | 1          |                 | 0               | 0               |                    | -                  | -                  |             | -           | -           | 12     | 1      |        |